# Crematory
Crematory est un groupe de metal gothique allemand, originaire de Westhofen. Ils commencent leur carrière en tant que groupe de death metal et évoluent vite vers un style gothique tout en gardant certains éléments doom-death spécifiques.

## Biographie

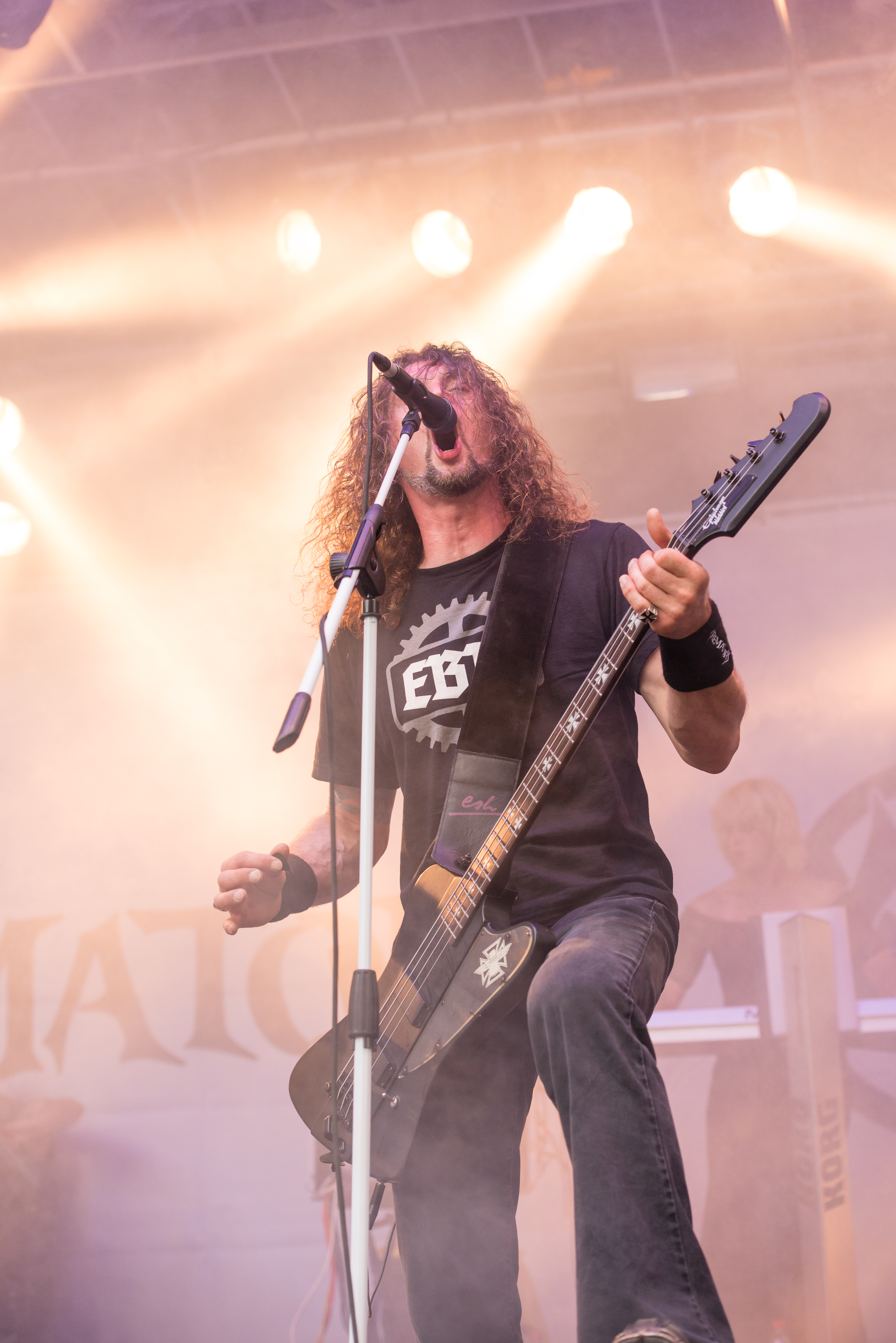
Harald Heine en 2014.

Crematory est formé en 1991 à Westhofen. Le groupe connaît ses premiers succès au milieu des années 1990, en tournant avec My Dying Bride, Tiamat et Atrocity. Comme ces derniers, le groupe joue du death metal au départ, puis évolue vers un style de doom death metal gothique plus atmosphérique. À partir de l'album Act Seven, publié en 1999, ils se sont progressivement orientés vers un style plus électronique/ambiant/indus, une touche qui, au fur et à mesure, prend de plus en plus de place dans leur musique. L'album fait participer le guitariste Matthias Hechler, Lisa Mosinski, Michael Rohr et Kalle Friedrich. Il atteint aussi les classements musicaux allemands. 
En septembre 2000 sort l'album Believe, qui devient le mieux classé de leur catalogue musical en date de 2009. Le groupe célèbre son dixième anniversaire en février 2001. La même année, néanmoins, le groupe se sépare brièvement à cause de « problèmes personnels et financiers. » Avant leur séparation, le groupe fait un passage au festival Wacken Open Air pour une performance qui sera enregistrée et publiée comme album live sous le titre Remind. Le groupe se réunit officiellement en juillet 2003, et publie un an plus tard l'album Revolution, qui est l'un de leurs plus grands succès commerciaux grâce à la promotion de leur label Nuclear Blast et trois singles, ainsi qu'un album live accompagnant le nouvel album et sa tournée. Les albums suivants signés chez Massacre Records, ont depuis réduit l'influence de la musique électronique et renouent avec davantage l'esthétique du groupe dans les années 1990. 
À part du nouvel album Infinity, paru en février 2010, le groupe célèbre son vingtième anniversaire avec la sortie d'une compilation incluant un DVD contenant leurs vidéoclips et autres bonus. En février 2014 sort l'album Antiserum. 
Après 17 ans au sein du groupe, le guitariste Matze décide de les quitter au début de 2015 pour se consacrer à sa vie privée, et à de nouveaux horizons musicaux. Il est, depuis, remplacé par deux musiciens : Tosse Basler et Rolf Munkes. Vers fin 2016, le groupe annonce la publication prochaine de son treizième album, Monument,  pour le 15 avril la même année via Steamhammer/SPV. Le 15 avril 2016, le groupe publie la vidéo de la chanson Ravens Calling, issue de Monument.

## Membres

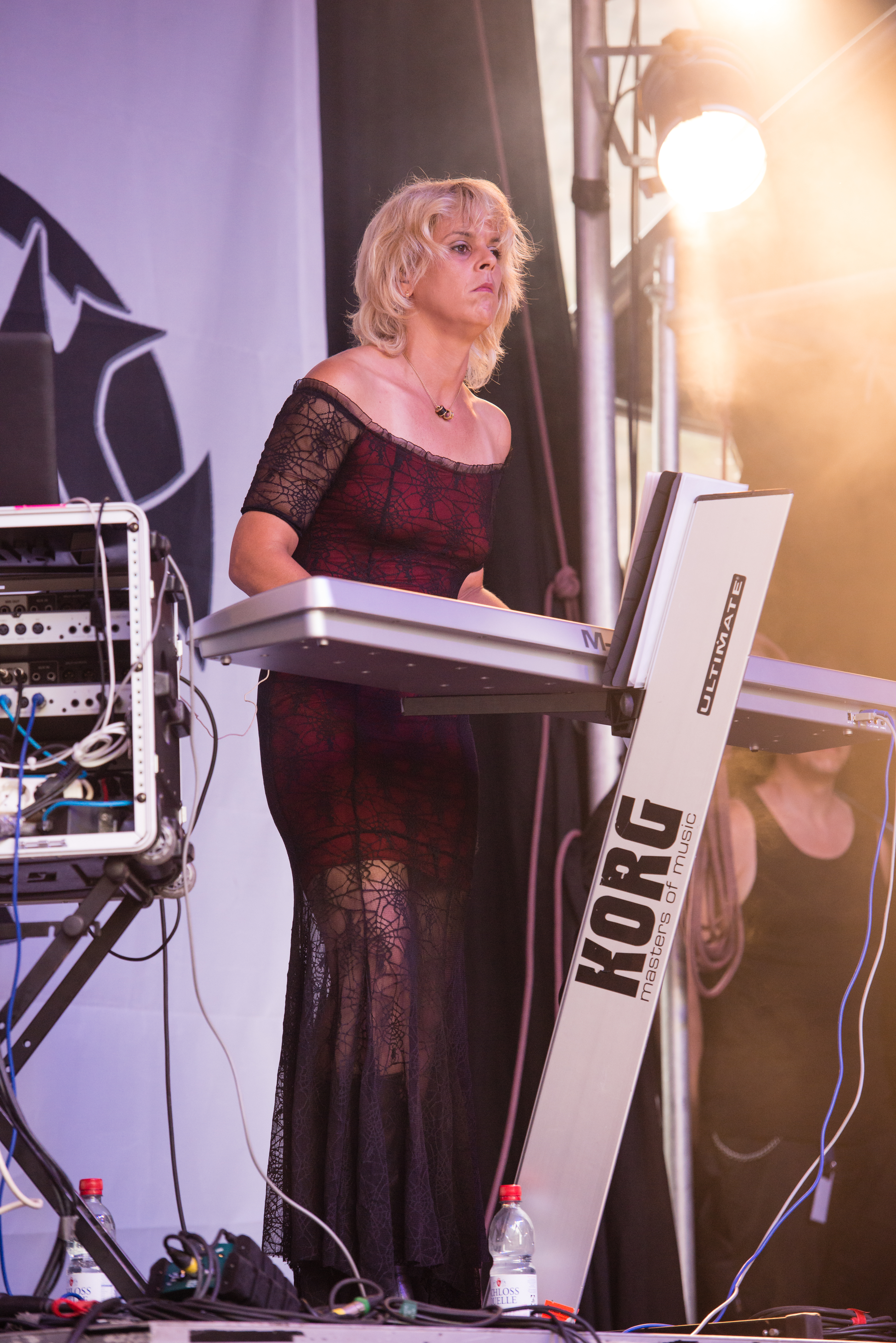
Katrin Jüllich en 2014.

### Membres actuels
- Felix Stass - voix grunts
- Katrin Jüllich - clavier
- Markus Jüllich - batterie
- Rolf Munkes - guitare (2015–présent)

### Anciens membres
- Lothar (Lotte) Först - guitare (1991-1998)
- Heinz Steinhauser - basse (1992-1993)
- Mark Zimmer - basse (1991-1992)
- Matthias Hechler - guitare, chant clair (1999 - 2015)
- Harald Heine - basse (1993 - 2016)
- Tosse Basler - guitare, Chant clair (2015–2018)
- Connie Andreszka - guitare, Chant clair (2018-2021)
- Jason Matthias - basse (2016–2021)

## Discographie
- 1993 : Transmigration
- 1994 : ... Just Dreaming
- 1995 : Illusions
- 1996 : Crematory
- 1997 : Live... at the Out of the Dark Festival (album live)
- 1997 : Awake
- 1999 : Act Seven
- 1999 : Early Years (album-remix, 3CD)
- 2000 : Believe
- 2001 : Remind (2CD, live et bonus)
- 2004 : Revolution
- 2005 : Liverevolution (DVD et CD, live)
- 2006 : Klagebilder
- 2008 : Pray
- 2010 : Infinity
- 2010 : Black Pearls
- 2014 : Antiserum
- 2016 : Monument
- 2018 : Oblivion
- 2020 : Unbroken
- 2022 : Inglorious Darkness
- 2025 : Destination